# Rio Tourinho
Rio Tourinho är ett vattendrag i Brasilien.   Det ligger i delstaten Paraná, i den södra delen av landet, 1 100 km sydväst om huvudstaden Brasília.
Omgivningarna runt Rio Tourinho är en mosaik av jordbruksmark och naturlig växtlighet. Runt Rio Tourinho är det glesbefolkat, med 9 invånare per kvadratkilometer.